# Villámháború

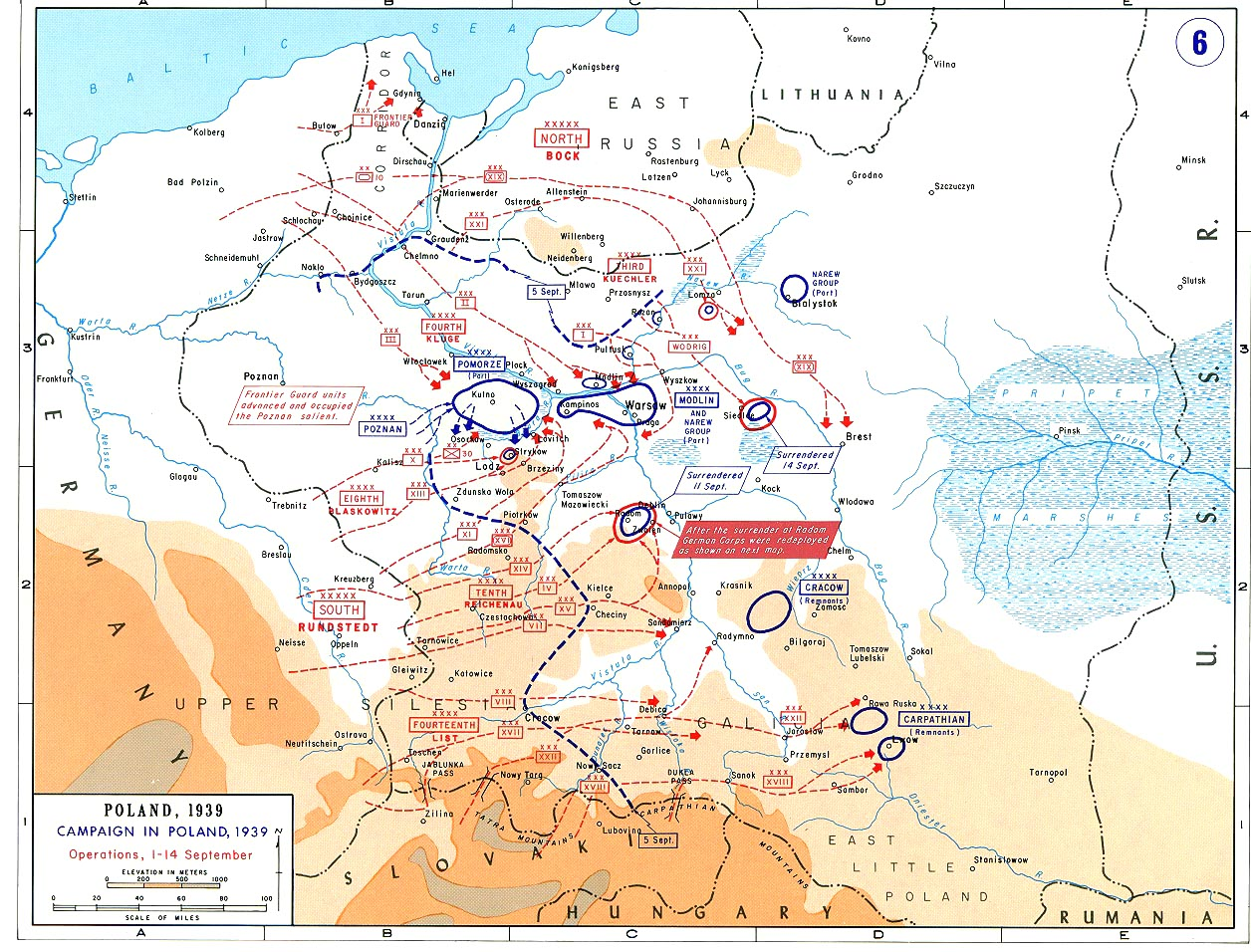
Villámháború Lengyelországban (1939. szeptember 1–14.)

A villámháború (nemzetközi kifejezéssé vált német néven Blitzkrieg) a második világháborúban a német Wehrmacht által aratott gyors győzelmek jellemzésére alkotott kifejezés. A „Blitzkrieg” kifejezés azután terjedt el széles körben, hogy a Time magazin 1939. szeptember 25-i számában egy, a lengyelországi hadjárattal foglalkozó angol nyelvű publikációban megjelent. A szó nem szerepelt a Wehrmacht hivatalos terminológiájában sem a háború előtt, sem közben. Nem hadtudományi, hanem újságírói, köznyelvi fogalom, kialakulásának mégis volt történelmi gyökere és tudományos elméleti háttere.

## Elmélete
A villámháború katonai elmélete a két világháború között alakult ki. Eszerint a gyors győzelem eléréséhez a háború kezdetén váratlan és nagy erejű csapásokat kell mérni az ellenségre, majd a sikert olyan gyorsan kifejleszteni, hogy az ellenségnek ne legyen ideje és lehetősége fegyveres erőinek és gazdasági erőforrásainak mozgósítására. Az elmélet sebezhető pontjai a repülőgépek és páncélosok hajtóanyag-szükséglete, valamint a
nagy mélységű csapások során a hadtáp utánszállítási nehézségei.

## Története

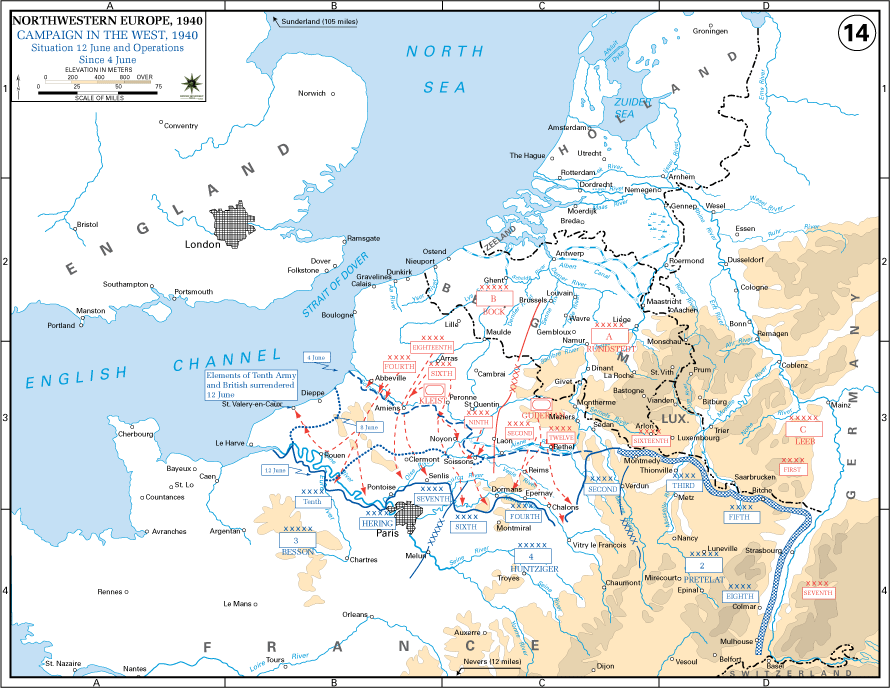
Német előretörés a franciaországi hadjárat idején

Németország az első világháborút az Alfred von Schlieffen által a gyors
háborúra kidolgozott terv szellemében indította meg, ez a törekvés azonban súlyos kudarcba torkollt.
Németország stratégiai adottságai a két világháború között sem javultak, tovább kutatták a
gyors győzelem elérésének lehetőségeit. Ezt végül Giulio Douhetnek a korlátlan légiháborúra valamint Heinz Guderiannak a páncélos háborúra vonatkozó elméletének egységes rendszerbe foglalásában találták meg. A keskeny sávban, tömegesen alkalmazott támadófegyverek túlnyomó fölénybe kerülhettek az ellenfelek decentralizált, szelektív légvédelmével és páncélelhárításával szemben. Az elmélet szerint a hadjáratokat mindössze néhány hétre tervezték, és a háború kimenetelét gyorsan el kívánták dönteni. Ehhez elengedhetetlenül fontosnak tartották az ellenség hadászati főerőinek gyors megsemmisítését, a hadászati vezetés megbontását, továbbá a tartalékok mozgósításának és a haditermelés beindításának megakadályozását. A korábbi gyakorlattól eltérően a háborút nem
a hadműveleti szinten, hanem a hadászati főerők egyidejű támadásával kezdték meg, esélyt sem adva a határokon kordonszerűen elhelyezkedő fedező hadseregeknek a támadás elhárítására, illetve a második lépcsők felvonultatására. A német támadóékek, áttörve a
határt biztosító hadseregek gyenge védelmét, mélyen előrenyomulva, rendszerint még menetből verték szét a felfejlődni kívánó második lépcsőket.
A második világháború idejére a németek tehát felmérték az első világháborús tervek bukásának hadászati okait, és módosítottak kiképzési rendszerükön is, hogy a tervezettől eltérő körülmények esetén is képesek legyenek sikerre vinni a hadműveletet. A franciaországi hadjárat során nagy szerepet szántak a villámháborús taktikának, ami az ekkor már a 40 km/h-t elérő sebességű harckocsikon alapult. A huszonhat évvel korábbi tapasztalatokat kamatoztatták, taktikájuk legfőbb célja az lett, hogy az ellenségnek semmiképpen sem szabad időt hagyni statikus védelem kiépítésére, állandóan mozgásban tartva, űzve kell szétforgácsolni erőit, illetve bekeríteni az erősen védett állásokat (tapasztalatok bizonyítják, hogy a védekező harcok lelkileg sokkal megterhelőbbek a támadóknál, és az állandó menekülés-állásfoglalás-bekerítés-kitörés-menekülés gyorsan aláássa a legénység morálját). A német taktika a páncélos ékek gyors előretörésén, illetve a különféle egységek és fegyvernemek (gyalogság, harckocsizók, repülők) együttműködésén alapult. Paradox módon a francia hadvezetés éppen ellenkező következtetést vont le az első világháborús tapasztalatokból, és a passzív védekezésben, statikus harcállásokban látta a hatásos védelem eszközét. Erődrendszerüket a németek megkerülték, és a tétova francia hadvezetés, a gyors harckocsik és a jól szervezett német utánpótlás miatt Franciaország 6 hét alatt vereséget szenvedett.

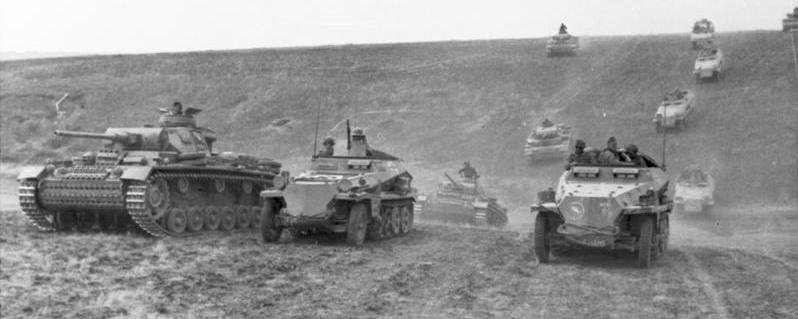
Német harckocsik és gépesített gyalogság előretörése Ukrajnában 1942 júniusában

A németeknek ez a módszere tehát a háború első két évében jól bevált, a villámháború azonban a Szovjetunió elleni háború során nem működött, elsősorban azért, mert figyelmen kívül hagyták az időnek és a térnek a hadviselésre gyakorolt hatását.
A Szovjetunió elleni, 1941 júniusában indított támadás során is a gyors lerohanás eszközével akartak élni, de számításaikat keresztülhúzták az Európában nem tapasztalt távolságok, a rossz közutak és az ezzel kapcsolatos problémák: nehezített utánpótlás, kommunikáció, közlekedés és az addig nem tapasztalt partizántevékenység is. Ahogy hátráltak is oroszok, utánpótlásuk egyre rövidebb, a németeké egyre hosszabb utat tett meg a csapatokig. A logisztikai problémákat tovább nehezítette a korán beköszöntő tél, ugyanis a német hadsereg téli felszerelése elégtelen volt. 1941 decemberére, öt hónap előretörés után a németek már Moszkva alatt álltak, de a keletről átcsoportosított szovjet haderők visszavetették őket. A következő év tavaszán a keleti front déli szakaszán, a Don és a Volga, illetve a Kaukázus  felé támadtak a német csapatok, ám Sztálingrádnál hosszas városi harc kezdődött, majd a sztálingrádi csata a 6. hadsereg felmorzsolódásával végződött.